# George Lascelles, 7. jarl af Harewood
George Henry Hubert Lascelles, 7. jarl af Harewood KBE AM (født 7. januar 1923 i Chesterfield House, Westminster, London, England, død 11. juli 2011 i Harewood House, Leeds, West Yorkshire), kendt som vicegreve Lascelles i 1929–1947 og som den ærede George Lascelles i  1923–1929, var dattersøn af Georg 5. af Storbritannien. Han var fætter til dronning Elizabeth 2. af Storbritannien.

## Forældre
George Lascelles er den ældste søn af Henry Lascelles, 6. jarl af Harewood (1882–1947) og den kongelige prinsesse Mary (1897–1965). 

## Familie
Fra 1949 til 1967 var George Lascelles gift med den østrigsk fødte koncertpianistinde Marion Stein (1926–2014). Fra 1973 var Marion Stein gift med den liberale partileder Jeremy Thorpe (1929–2014).
Marion Stein og George Lascelles fik tre sønner: 
- David Lascelles, 8. jarl of Harewood (født 1950), har efterkommere.
- Den ærede James Lascelles (født 1953), har efterkommere.
- Den ærede Jeremy Lascelles (født 1955), har efterkommere.

Fra 1967 til 2011 var George Lascelles gift med australsk fødte violinist Patricia Bambi Elizabeth Tuckwell (født 1926)
Tidligt i deres forhold blev George Lascelles og Patricia Tuckwell forældre til:
- Den ærede Mark Hubert Lascelles (født 1964), har efterkommere.